# Tetramorium aculeatum
Tetramorium aculeatum (лат.) — вид муравьёв рода Tetramorium из подсемейства Myrmicinae (Formicidae).

## Распространение
Тропическая Африка (западная, экваториальная и восточная).

## Описание
Мелкие муравьи; длина рабочих от 3,2 до 5,4 мм. Один из немногих древесных представителей рода. Длина головы рабочих (HL) от 0,74 до 1,20 мм, ширина головы (HW) 0,66—1,08 мм. Усиковые бороздки отсутствуют. Скапус длинный (SI = 124—150), выходит за затылочный край головы. Окраска варьирует от желтовато-коричневой до буровато-чёрной. Петиоль с длинным стебельком и узким высоким узелком. Усики рабочих и самок 12-члениковые.  Боковые части клипеуса килевидно приподняты около места прикрепления усиков. Жвалы широкотреугольные с зубчатым жевательным краем. Стебелёк между грудкой и брюшком состоит из двух члеников: петиолюса и постпетиолюса (последний четко отделен от брюшка), жало развито, куколки голые (без кокона). Заднегрудка с 2 длинными острыми проподеальными шипиками. Включён в состав отдельной видовой группы Tetramorium aculeatum-species group (вместе с T. africanum, T. rimytyum, T. rotundatum).
Среди врагов древесная мышь (Prionomys batesi), которая питается исключительно муравьями, главным образом, Tetramorium aculeatum.